# Salischer Kirchenraub
Im Jahr 985 eignete sich Herzog Otto, der aus dem Geschlecht der Salier stammte, an verschiedenen Orten am Ober- und Mittelrhein Besitz des Klosters Weißenburg an. Dieser Vorgang ging unter dem Titel Salischer Kirchenraub in die Geschichte ein, auch wenn es sich tatsächlich weniger um einen „Raub“ als vielmehr um eine vom Kaiser und der Führungselite des Reiches abgesegnete Besitzumverteilung handelte.

## Geschichtlicher Kontext

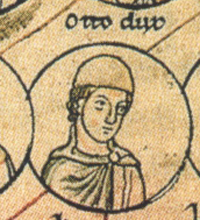
Herzog Otto auf der Verwandtschaftstafel der Ottonen (Chronica Sancti Pantaleonis, 2. Hälfte des 12. Jahrhunderts. Herzog August Bibliothek, Wolfenbüttel, Cod. Guelf. 74.3 Aug., pag. 226)

Im Hintergrund des sogenannten Salischen Kirchenraubes stand, dass Herzog Otto im Jahr 985 zugunsten des Luitpoldingers Heinrich das Herzogtum Kärnten abtreten musste (jedoch als „Herzog von Worms“ den dux-Titel behielt). Als Ersatz dafür erhielt er verschiedenen Besitz in seiner angestammten Heimat, im Wormsgau, sowie überhaupt am Mittel- und auch am Oberrhein. Aufkommen dafür musste vor allem das Reichskloster Weißenburg (obwohl es in die Streitigkeiten der damaligen Reichspolitik keineswegs verwickelt war). Wahrscheinlich ging dieser Vorgang so vor sich, dass das Kloster gezwungen wurde, einen Teil seines Besitzes an Otto I. als Lehen zu vergeben. Was aus der Sicht des hohen Adels nur eine Umverteilung von Reichsgut war und jedenfalls mit Einwilligung oder sogar auf Anordnung der kaiserlichen Vormundschaftsregierung geschah (Kaiser Otto III. war damals noch ein Kind), erschien aus Sicht des Klosters verständlicherweise als ein Raub.
Die Annalen des Klosters Weißenburg halten für das Jahr 985 fest, Herzog Otto I. sei mit Gewalt in Weißenburg eingefallen und habe „Ortschaften verteilt“: „Otto dux, filius Cuonradis ducis, istud cenobium, id est Wicenburg, vi invasit, loca distribuit“. Ende des 13. Jahrhunderts, als das Kloster Weißenburg bereits einen großen Teil seines Besitzes verloren hatte, ließ der damals amtierende Abt Edelin ein Verzeichnis des noch vorhandenen Besitzungen anlegen („Codex Edelini“ oder „Liber possessionum Wizenburgensis“ genannt; heute im Landesarchiv Speyer aufbewahrt). Darin wird auch der 985 verlorene Besitz aufgezählt, offenbar in der Erwartung, ihn zurückzugewinnen (im Vorwort jenes Codex sprach Abt Edelin die Erwartung aus: „Wenn die Außenstehenden Kenntnis von unseren Besitztümern haben, werden sie es ohne große Gewissensbedenken nicht mehr wagen, solche zu besetzen und die, welche gegen alles Recht und Gerechtigkeit solche in Besitz haben, können sich jetzt anhand dieses Verzeichnisses umso leichter vergewissern, dass sie endlich in sich gehen, an ihr Seelenheil denken und das Eigentumsrecht unseres Klosters anerkennen“). Dieser Wunsch des Abtes sollte sich freilich nicht erfüllen – der dem Kloster 985 entfremdete Besitz kehrte nie mehr als Eigentum in die Hand der Weißenburger Mönche zurück.
Der tatsächlich bereits auf das Jahr 985 zu datierende Vorgang wird im Codex Edelini fälschlich auf das Jahr 991 bezogen und wird wörtlich als „oppressio“ (Unterdrückung, Zwang) bezeichnet. Der vollständige Text dieser Notiz lautet:

## Umfang des „Kirchenraubes“
| Imperatore Ottone II nature inexcusabile ius solvente filius eius Otto adhuc infantulus propter virium inpotentiam a multis negligebatur et a regno privari dicitabatur. Qua fiducia plures illecti partes regni sibi quisque pro viribus usurpabant; inter quos etiam Otto dux, filius Cuonradis ducis, Wizenburgensem abbatiam dominio suo subiungavit hostili oppressione; et beneficia militum eiusdem loci fratrumque deputata necessariis fautoribus suis distribuit, illicita praesumptione, que notata sunt in hac subscriptione: Lantsindewilare Kanteskircha Heriesheim Otteresheim Altdorf Haselach Muosbach Agridesheim Lidrichesheim Westhouen Woluesheim Grellingen Bruochsella Owinesheim Tardingen Ceisenhusen Witegowenhusen Raantingen Houeheim Kagalunstat Logunstein Peffingen Vnkunstein Westheim Vgelenheim Rockenstrowe Wingarten Brunneheim Bühelen Ensichesheim Grindestat Wachenheim Wilenheim Wisa Flameresheim Schonestat Rorbach Münichhusen Briuningeswilare Munifridesheim Mulnhouen Spirdorf Beunigen Lustat Wingarten ultra renum Geroltesheim Bettenheim Paffenhouen Meckenheim Molfinga Guntheim Liutoluesheim Flahinga Heidoluesheim Sigemundesheim Ossinga Colungunstein Biutincheim Bussinga Turmaresheim Habecheffelt Ruodgesinga Gladebach Freinesheim Gunterammesheim Muoterstat Darigingen Hochhusen Hee curtes in summam collecte LX et VIII inveniuntur. Acta sunt hec anno domini DCCCCLXXXXI sub Ottone tercio. | Nachdem Kaiser Otto II. gestorben war, wurde sein Sohn Otto, der noch ein kleines Kind war, wegen seiner Schwäche von vielen verachtet und sollte des Reiches beraubt werden. In diesem Glauben rissen viele Teile des Reiches an sich, darunter auch Herzog Otto, der Sohn Herzog Konrads, der die Abtei Weißenburg durch feindselige Unterdrückung seiner Herrschaft unterwarf. Die Lehen der Dienstleute des Klosters und was für den Unterhalt der Mönche gedacht war, verteilte er mit unrechtmäßig angemaßter Vollmacht an seine Anhänger. Diese Güter sind folgende: Leinsweiler St. Johann bei Albersweiler Herxheim Ottersheim Altdorf Haßloch Mußbach Oggersheim Littersheim (Wüstung bei Bobenheim-Roxheim) Westhofen Weinolsheim Grötzingen? Bruchsal Öwisheim Derdingen Zaisenhausen Witegowenhusen (Wüstung bei Eppingen) Renningen? Hoffenheim Kallstadt Logunstein Pfeffingen Ungstein Westheim Iggelheim Rockenstrowe Weingarten Brunneheim Böhl Essingen? Grünstadt Wachenheim Weinolsheim Weisenheim? Flomersheim Schonestat Rohrbach Münchhausen Breunigweiler Munifridesheim Mühlhofen Speyerdorf Böbingen Lustadt Weingarten Gerolsheim Bettenheim Pfaffenhofen Meckenheim Molfinga Gundheim Liedolsheim Flehingen Heidelsheim Simmozheim Ossinga Colgenstein Bietigheim-Bissingen Bissingen Durmersheim Hagsfeld Ruodgesinga Glattbach bei Mühlacker Freinsheim Gundersheim Mutterstadt Darigingen Hochhausen Diese Höfe ergeben zusammen 68. Geschehen ist dies im Jahr des Herrn 991 unter Otto III. |

Mehrere der hier genannten Orte berufen sich auf diese im 13. Jahrhundert niedergeschriebene Liste als den ältesten urkundlichen Nachweis ihrer Existenz. 
Kaspar Brusch gab 1551 an, Herzog Otto hätte das Kloster im Jahr 985 erobert, zerstört und niedergebrannt und Abt Sanderadus sei gewaltsam vertrieben und durch den Abt Gisillarius ersetzt worden: „Accidit sub huius (sc. Sanderadi) gubernatione ut Dux quidam Otho, Conradi Ducis filius, coenobium Weissenburgense invaderet, diriperet & exureret anno 985 & Abbate Sanderado expulso Gisillarium quendam Monasterio tandem præficeret.“ Ebenso meldete Johann Friedrich Schannat im Jahr 1723: „sub ipso (sc. Sanderado) quidam Dux Otto Monasterium Weissenburgense incendio delevit Anno DCCCCLXXXV“. Ob es wirklich zu derartigen gewaltsamen Vorgängen im Kloster gekommen ist, scheint aber fraglich, möglicherweise handelt es sich hierbei um Übertreibungen aus späterer Zeit.

## Belege
1. ↑  Annales Weissenburgenses. In: Georg Heinrich Pertz u. a. (Hrsg.): Scriptores (in Folio) 3: Annales, chronica et historiae aevi Saxonici. Hannover 1839, S. 33–72 (Monumenta Germaniae Historica, Digitalisat), hier S. 70. Auch in: Oswald Holder-Egger (Hrsg.): Scriptores rerum Germanicarum in usum scholarum separatim editi 38: Lamperti monachi Hersfeldensis Opera. Anhang: Annales Weissenburgenses. Hannover 1894, S. 9–57 (Monumenta Germaniae Historica, Digitalisat), hier S. 47.
2. ↑  Kaspar Brusch: Monasteriorum Germaniae praecipuorum ac maxime illustrium centuria prima, Ingolstadt 1551, fol. 6a, Google Books
3. ↑  Johann Friedrich Schannat: Vindemiae literariae, Fulda und Leipzig 1723, S. 8, Google Books